# Maria Alexandre Dáskalos
Maria Alexandre Dáskalos (Huambo, 1957 - Luanda, 20 de março de 2021) fue una escritora y poetisa angoleña.
Junto a Ana Paula Tavares, Amélia da Lomba y Lisa Castel, estuvo dentro del grupo de literatos de la «Generación de la Incertidumbres» (Geração das Incertezas), escritoras que típicamente muestran angustia y melancolía en sus obras, expresando decepción con las condiciones políticas y sociales en el país. Esta generación, que también incluyó a João Maimona, José Eduardo Agualusa, Lopito Feijoó y João de Melo, representa el movimiento poético angoleño de los años ochenta. También fue contemporánea de la poeta Ana de Santana. Santana, Dáskalos y Tavares son conocidos por «explorar temas relacionados con el deseo erótico y la heterosexualidad».
Junto a Elena Brugioni y Arlindo Barbeitos, publicó Antologia da Poesia Africana de Língua Portuguesa, Il colore rosso della Jacaranda, y Angola e Mozambico. Scritture dellaguerra e della memoria.
Es hija del poeta y nacionalista angoleño Alexandre Dáskalos, mientras que es esposa del poeta Arlindo Barbeitos.

## Obras
- O Jardim das Delícias, 1991, Luanda,
- Ler e Escrever Do Tempo Suspenso, 1998, Lisboa, Editorial Caminho
- Antologia da Poesia Africana de Língua Portuguesa, en coautoría con Elena Brugioni y Arlindo Barbeitos
- Il colore rosso della Jacaranda, en coautoría con Elena Brugioni y Arlindo Barbeitos
- Angola e Mozambico. Scritture dellaguerra e della memoria, en coautoría con Elena Brugioni y Arlindo Barbeitos
- Lágrimas e laranjas, 2001, Luanda, Editorial Nzila.
- A política de Norton de Matos para Angola, 2008, Edições Minerva Coimbra.